# Аљаксандар Глеб
Аљаксандар Павлавич Глеб (блр. Аляксандр Паўлавіч Глеб; 1. мај 1981, Минск) бивши је белоруски фудбалер.
Одрастао је у Минску. Пре фудбала тренирао је гимнастику и пливање. Његов млађи брат Вјачеслав је такође фудбалер.
У млађим категоријама играо је за Динамо Минск и БАТЕ Борисов. Године 2000. су га запазили скаути па је заједно са млађим братом отишао у немачки Штутгарт. У првој сезони је углавном био резерва, док је од друге постао стандардан првотимац. Јуна 2005. је прешао у Арсенал са којим је наредне године стигао до финала Лиге шампиона где је његов клуб изгубио од Барселоне резултатом 2:1. Две године касније је прешао у Барселону са којом је освојио Лигу шампиона 2009. године, чиме је постао први Белорус који је освојио Лигу шампиона.

## Трофеји
БАТЕ Борисов
- Премијер лига Белорусије : 5
  - 1999, 2012, 2013, 2015, 2016

Штутгарт
- Интертото куп : 1
  - 2002

Барселона
- Првенство Шпаније : 1
  - 2009
- Шпански куп : 1
  - 2009
- Лига шампиона : 1
  - 2009

Бирмингем сити
- Лига куп Енглеске : 1
  - 2011